# 長者原郵便局
長者原郵便局（ちょうじゃばるゆうびんきょく）は福岡県糟屋郡粕屋町にある郵便局である。民営化前の分類では無集配普通郵便局であった。

## 概要
住所：〒811-2311 福岡県糟屋郡粕屋町長者原289-1
2007年（平成19年）までは、糟屋郡粕屋町の区域を所管する集配普通郵便局であった。民営化を前にした集配郵便局の整理統合により同年5月に集配業務を粕屋南郵便局に移管して無集配局となった。

## 沿革
- 1902年（明治35年）3月10日 - 大川村大字長者原216番地にて開局[2]。
- 1921年（大正10年）11月16日 - 電信・電話の取扱を開始[2]。
- 1923年（大正12年）11月11日 - 郵便物の集配業務を開始[2]。集配郵便局となる。
- 1930年（昭和5年）2月6日 - 電話交換業務を開始[2]。
- 1936年（昭和11年）8月 - 長者原236番地に局舎を新築し移転[2]。
- 1964年（昭和39年）12月 - 長者原286番地に局舎を新築し移転[2]。
- 1965年（昭和40年）9月 - 自動化により電話交換業務を廃止[2]。
- 1985年（昭和60年）1月 - 長者原289-1番地に局舎を新築し移転[2]。
- 1989年（平成元年）9月1日 - 特定郵便局から普通郵便局に局種別を改定[3]。
- 2007年（平成19年）5月21日 - 郵便物集配業務を粕屋南郵便局に移管し、無集配局となる[1]。
- 2007年（平成19年）10月1日 - 民営化。
- 2012年（平成24年）10月1日 - 日本郵便株式会社発足。

## 取扱内容
集配業務は行わず、窓口業務のみ行う。
- 郵便、印紙、ゆうパック、内容証明
- 貯金、為替、振替、振込、国債
- 生命保険、バイク自賠責保険
- ゆうちょ銀行ATM

## 周辺
- 粕屋町役場
- 福岡県立福岡魁誠高等学校
- 粕屋町立粕屋東中学校
- 粕屋町立粕屋中央小学校

## アクセス
- JR篠栗線・香椎線 長者原駅から徒歩約5分
- 西鉄バス 粕屋中央小学校前停留所又は長者原停留所下車
- 駐車場あり: 19台